# Cuphea fruticosa
Cuphea fruticosa är en fackelblomsväxtart som beskrevs av Spreng.. Cuphea fruticosa ingår i släktet blossblommor, och familjen fackelblomsväxter. Inga underarter finns listade i Catalogue of Life.